# Eigil Andersen
Eigil Andersen (født i 1953) er uddannet journalist og var medarbejder ved DR Østjyllandsradio hvor han var trafikmedarbejder indtil folketingsvalget 2007 hvor han blev valgt ind i Folketinget for SF, han var medlem frem til folketingsvalget 2015 .
Som journalist modtog Eigil Andersen i 1989 LO's kulturpris for sit arbejde som redaktør for Faglig brevkasse på DR1
Han er bosiddende og valgt i Aarhus, hvor han på valgplakater blandt andet anvendte det morsomme slogan "Stem Eigil ud af Århus".
23. april 2008 stemte Eigil Andersen (sammen med Pernille Frahm, Jonas Dahl og Kristen Touborg) imod Lissabon-traktaten og dermed imod Socialistisk Folkepartis partilinje 
På grund af behandling mod en kræftlidelse tog han i januar 2013 orlov fra Folketinget. Under sin orlov afløstes han af Sanne Rubinke.

## Ekstern henvisning
- Egen hjemmeside hos SF Arkiveret 26. august 2013 hos  Wayback Machine

|  | Artiklen om politikeren Eigil Andersen kan blive bedre, hvis der indsættes et (bedre) billede. Du kan hjælpe ved at afsøge Wikimedia Commons for et passende billede eller uploade et godt billede til Wikimedia Commons iht. de tilladte licenser og indsætte det i artiklen. |